# 魯吉諾阿薩鄉 (尼亞姆茨縣)
46°59′06″N 26°42′04″E / 46.9850°N 26.7011°E
魯吉諾阿薩鄉（羅馬尼亞語：Comuna Ruginoasa, Neamț），是羅馬尼亞的鄉份，位於該國東北部，由尼亞姆茨縣負責管轄，面積110平方公里，海拔高度324米，2007年人口1,993，人口密度每平方公里18人。